# 기후 시립도서관

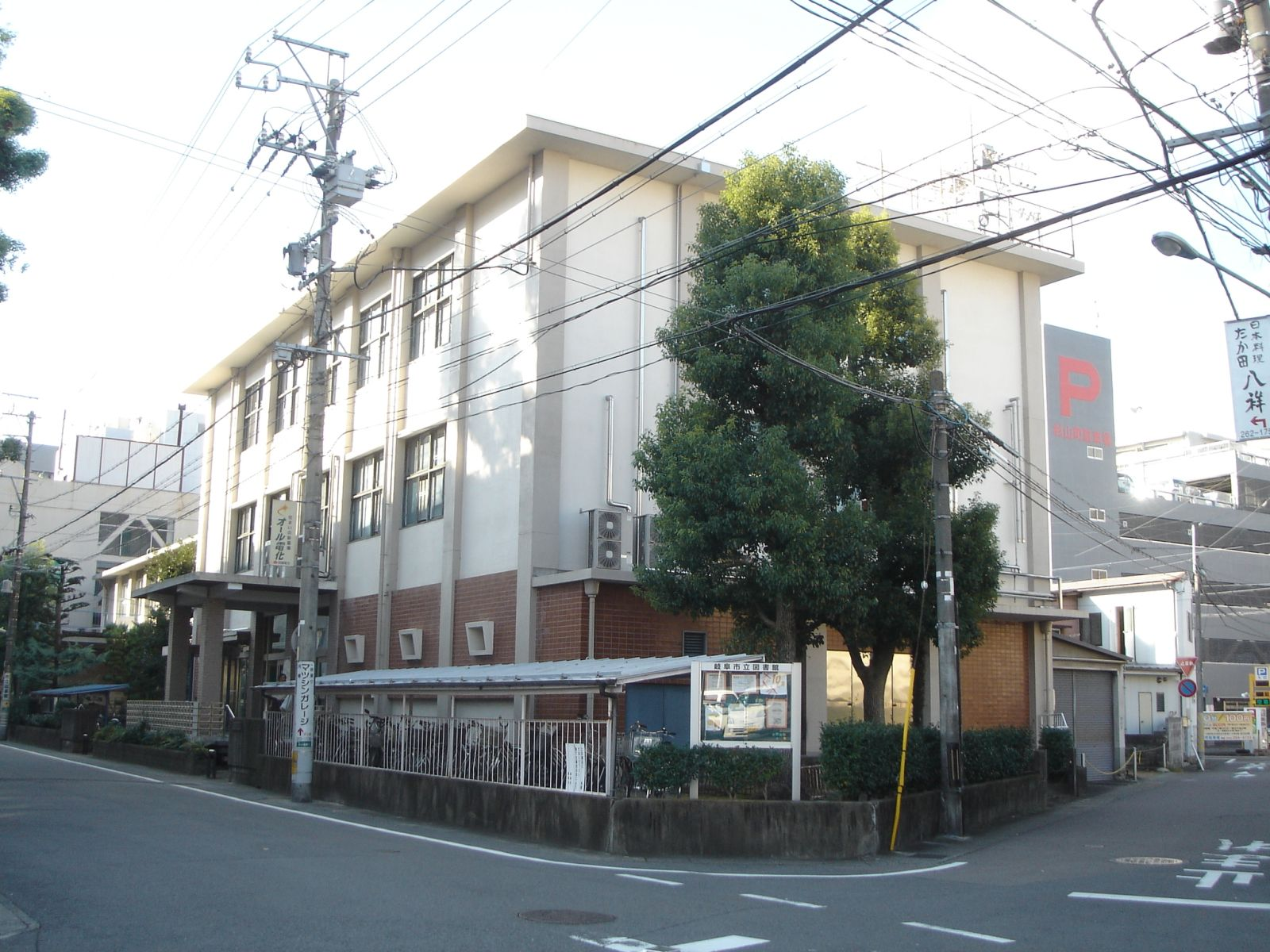
기후 시립도서관

기후 시립도서관(일본어: 岐阜市立図書館 기후시리쓰토쇼칸[*])는 기후현 기후시에 위치한 공공 도서관이다. 서적수는 2005년 7월 기준으로 47만 3,000권이다.